# Equipo de refrigeración

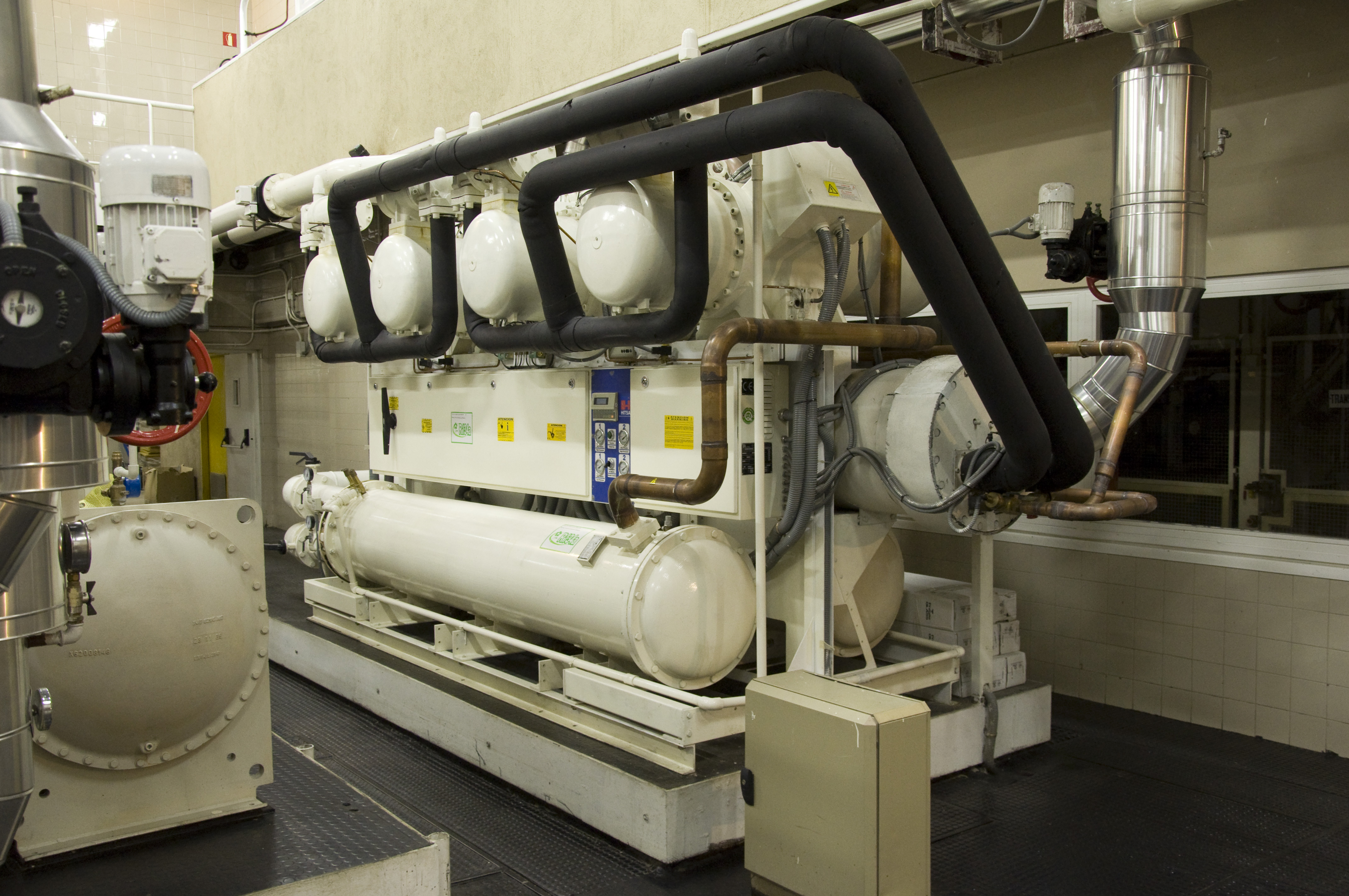
El enfriador de agua o chiller es un equipo de refrigeración utilizado en grandes instalaciones.

Un equipo de refrigeración, o "máquina frigorífica", es una máquina térmica diseñada para tomar la energía calorífica de un área específica y evacuarla a otra. Para su funcionamiento, según el segundo principio de la termodinámica, es necesario aplicar un trabajo externo, por lo cual el refrigerador, sea cual sea su principio de funcionamiento, consumirá energía.
Conforme con las solicitaciones energéticas, se definen un abanico de posibilidades y configuraciones en equipos de refrigeración en función de temperatura, potencia, caudal de aire, tipo de instalación, volumen de control y otras variables.

## Frigorífico
Desde un punto de vista científico, todos los equipos de refrigeración son y se denominan "frigoríficos" o "máquinas frigoríficas", expresiones absolutamente equivalentes. Comercialmente se hacen clasificaciones para diferenciarlos.
Desde el punto de vista comercial, el aparato más común es el frigorífico doméstico (nevera) o refrigerador, en el que la maquinaria (de compresión generalmente, pero también existen de absorción, funcionando con gas butano o con queroseno) consigue extraer calor de un armario cerrado cediéndolo en el ambiente de la cocina, con un nivel térmico (temperatura) más alto.

## Ciclo
A fin de hacer circular el fluido refrigerante y optimizar su absorción de calor, se utiliza un compresor.
1. El compresor absorbe el refrigerante como un gas a baja presión y baja temperatura, y lo mueve comprimiéndolo hacia el área de alta presión, donde el refrigerante pasa a ser una mezcla de gas y líquido a alta presión y alta temperatura.
2. Al pasar por el condensador el calor del refrigerante se disipa al ambiente (y sigue a alta presión).
3. De allí, pasa a través de una válvula de tres vías que separa las áreas de alta presión y baja presión. Al bajar la presión, la temperatura de saturación del refrigerante baja, permitiendo que absorba calor.
4. Ya en el lado de baja presión, el refrigerante llega a una válvula de expansión que se encuentra en el evaporador, donde absorbe el calor del ambiente. De ahí pasa otra vez al compresor, cerrando el ciclo.

## Elementos
Los elementos mínimos son:
- Compresor: es un dispositivo mecánico que bombea el fluido refrigerante, creando una zona de alta presión y provocando el movimiento del refrigerante en el sistema.
- Condensador: generalmente es un serpentín de cobre con laminillas de aluminio a modo de disipadores de calor. Su función es liberar el calor del refrigerante al ambiente.
- Evaporador: también es un serpentín, pero su presentación varía. El de los equipos de acondicionamiento de aire es muy similar al condensador, pero en los refrigeradores domésticos suele ir oculto en las paredes del congelador. Su función es que el refrigerante absorba calor del área refrigerada.
- Dispositivo de expansión: según el caso puede ser una válvula de expansión o un tubo capilar. En cualquier caso, es un punto donde hay una pérdida de carga muy grande, por reducción de la sección de paso; su función es dejar que el refrigerante pase desde la parte del circuito de alta presión a la de baja presión, expandiéndose.

Elementos usualmente anexos:
- Termostato: su función es apagar o encender automáticamente el compresor a fin de mantener el área enfriada dentro de un campo de temperaturas.
- Ventilador: su función es aumentar el flujo de aire para mejorar el intercambio de calor. Generalmente está en el área del condensador. Según el tipo de dispositivo que sea, puede haber ventilador (evaporador de aire forzado) o no (evaporador estático) en el área del evaporador.

Otros elementos no siempre presentes son:
- Filtro de humedad
- Depósito de refrigerante líquido

Otro elemento fundamental en estos aparatos es el dispositivo de disipación de calor al exterior, que puede ir desde un simple intercambiador con un ventilador, hasta una torre de enfriamiento.

## Equipos de refrigeración ambiental

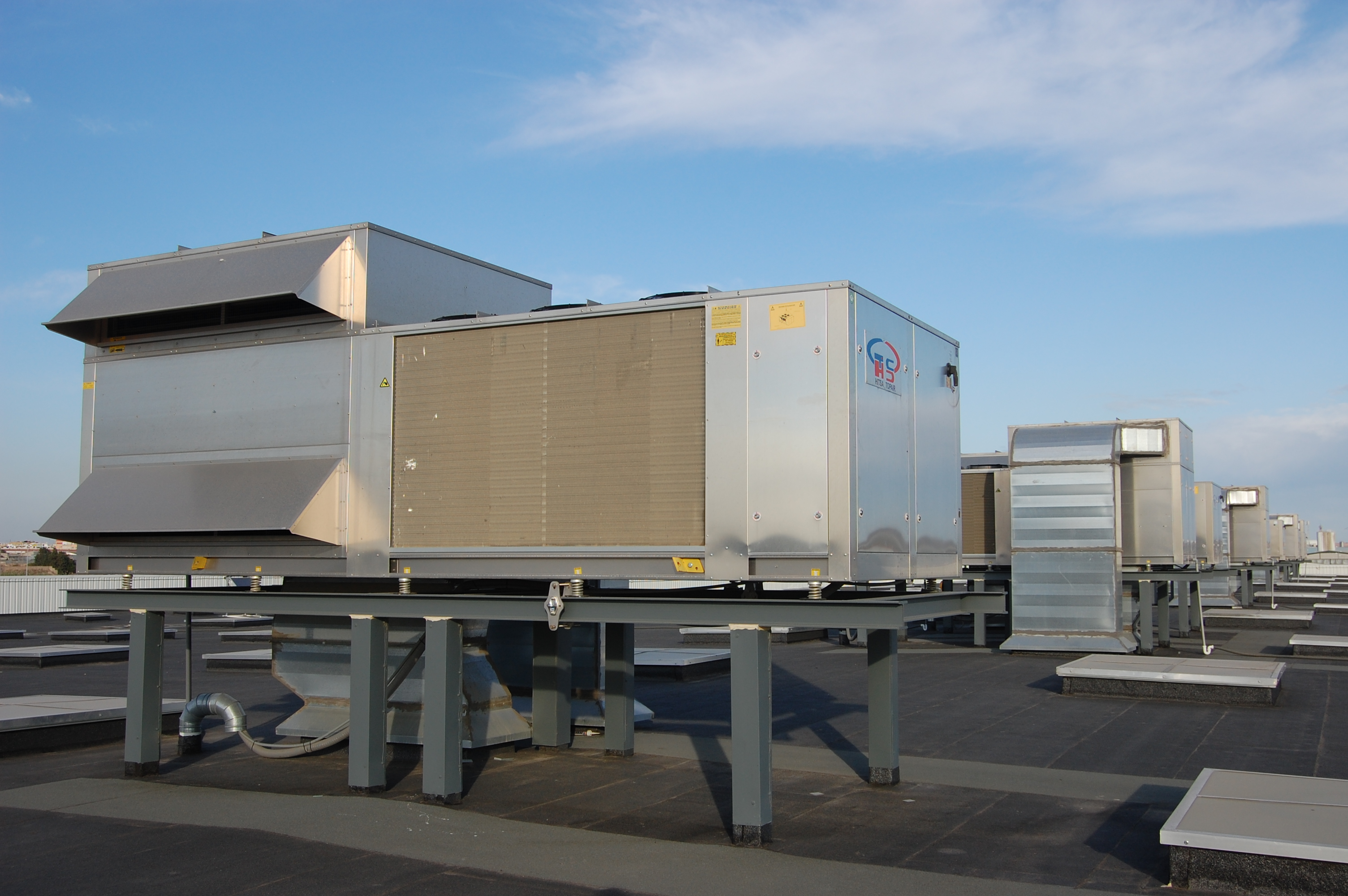
Bomba de Calor Aire-Aire tipo Roof-Top (Unidad de aire acondicionado de tejado).

Se utilizan para bajar la temperatura de los ambientes habitables. Puede hacerse con:
- Aparatos unitarios (llamados de ventana) que sirven para un solo local y su potencia de enfriamiento difícilmente excede de 3 kW (para los americanos, 1 TR). También existen equipos ventana que operan en modo de Bomba de calor.
- Aparatos partidos (equipos Split y Cassette), en los que hay un aparato que contiene el compresor, el condensador y la válvula, y que se sitúa en un lugar donde el ruido del compresor no moleste y pueda disipar fácilmente el calor, y otro/s aparato/s con un evaporador y un ventilador, situado en los locales a enfriar. También pueden ser frío y calor; a este tipo de equipos se le denomina Bomba de calor. Un equipo Split frente a uno Cassette solo se diferencian en el aparato evaporador: el primero suele colocarse en una pared, y tiene una forma rectangular, mientras que el segundo va empotrado en un falso techo y suele ser cuadrado.
- Equipos Roof-Top, o simplemente denominados de conductos, unidades compactas de alta capacidad ubicadas sobre las estructuras a refrigerar, cuyo aire es distribuido por una red de conductos e impulsado a través de rejillas y/o difusores.
- Refrigeración centralizada, en los que una máquina refrigeradora, produce agua fría, que se lleva por conducciones aisladas a unos aparatos terminales o Fan-Coils, donde el aire pasa a través de las tuberías de agua fría a modo de evaporador, bajando la temperatura del aire.

## Algunos equipos de refrigeración
- Refrigerador
- Congelador
- Cámara de refrigeración
- Cámara frigorífica
- Enfriador de agua
- Bomba de calor
- Refrigeración automotor